# محافظة سونغجو
محافظة سونغجو ((هانغل: 성주군): سونغجو غون) هي محافظة تقع في مقاطعة غيونغسانغ الشمالية، كوريا الجنوبية. وبلغ عدد سكانها 46,421 نسمة، سنة 2013.

## وصلات خارجية
- الموقع الرسمي لحكومة المحافظة (بالإنجليزية)